# クマドリ
クマドリ（Balistapus undulatus）は、モンガラカワハギ科に属する魚の一種。クマドリの名は、体の模様が歌舞伎の隈取に類似することに由来する。本種1種でクマドリ属を構成するが、系統的にはモンガラカワハギ属（Balistoides）に近縁とされている。

## 形態
体色は暗褐色から暗緑色で、オレンジ色の線が頭部後方から体全体に入る。体長は30センチメートルほど。体は側扁した楕円形で、頭部が大きく、体長の3分の1ほどである。口は小さく先が尖り、歯は鋭い。
第1背鰭は棘条3本で構成され、そのうち1本が他より長く太い。普通は背鰭の溝に収納されている。第2背鰭は臀鰭と形状・大きさともに似ており、位置は対照的である。腹鰭は退化し、突起のようになっている。通常尾柄には黒い斑点が入り、尾鰭はオレンジ色。尾柄には数本の小さな棘がある。
オスの方がメスより大きい。オスの吻部背側は凹んでおらず、吻部に模様はない。メスや幼魚は吻部背側が凹み、吻部にも模様がある。

## 分布と生息地
東アフリカや紅海からポリネシアにかけて、インド洋と西太平洋の熱帯域に広く分布する。日本では、鹿児島県、沖縄県などの温暖な海域でみられる。沿岸部のサンゴ礁、礁湖、ドロップオフに生息する。サンゴ礁内では穴など暗がりを好む。水深50mの場所で見つかった例もあるが、水深2-8mの場所を好むことが分かっている。成魚では地域に応じて好む水深が異なる。成魚は岩礁やサンゴのある場所を、幼魚は砂地を好む。

## 生態
昼行性で単独で生活する。縄張り意識が強く、他の魚に対して攻撃的になることがある。第一背鰭棘を立てて捕食者を威嚇する。
雑食性であり、硬い歯でサンゴ、貝類、有櫛動物、甲殻類、魚類、藻類、棘皮動物を噛み砕いて捕食する。ウニの捕食者としてサンゴ礁の生態系において重要な要素となっている。東アフリカの海洋公園ではホンナガウニ ( Echinometra mathaei ) の主要な捕食者である。以前は本種が乱獲されていたので、ホンナガウニの個体数が急速に増加した。ウニは本種などの捕食者がいない場合、他の草食動物や藻類、サンゴ礁の浸食に影響を与えて、サンゴ礁の生態系を劣化させる可能性がある。